# ساتورن I SA-3
تجربة اس.أي-3 بالإنجليزية(SA-3 (Apollo  هي الإطلاق الثالث للمرحلة الأولى لساتورن1 ، والثانية بعد رحلةاس.أي-2 في برنامج أبولو المسمى مشروع ماء الأعالي .

## الغرض
يكمل الانطلاق اس.أي-3 المشروع الذي بدأ بإطلاق اس.أي-2 ، وكان اختلاف الغرض بينه وبين اس.أي-2 واس.أي-1 أن تملأ خزانات الوقود في الصاروخ بنسبة 100% بعدما تمت الرحلات السابقة بتعبئة إلى 83% .

## الاستعداد للإطلاق

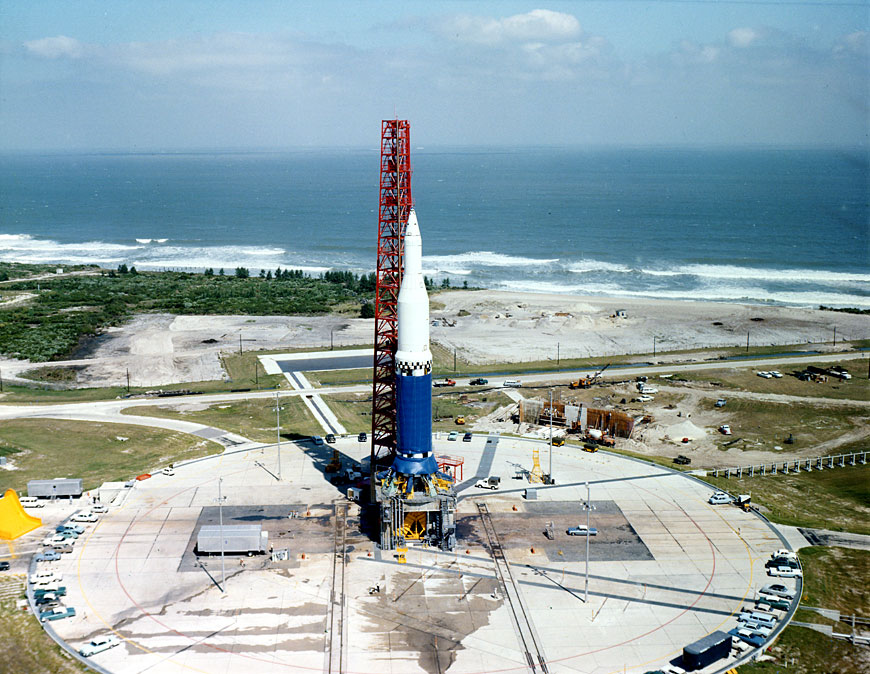
Startvorbereitungen der SA-3-Mission

وصل الصاروخ يوم 19 سبتمبر 1962 إلى كاب كانافيرال عن طريق البحر، ثم قام المهندسون بتركيبه.

## الإطلاق
بعد العد التنازلى الذي استغرق 10 ساعات تخللته مرتين انقطاع، صعد الصاروخ في تمام الساعة 17:45 وكان أقلاعا ناجحا بحسب الخطة. واشتعل محرك الصاروخ لمدة 4 دقائق و53 ثانية حتى وصل الصاروخ بحمولته من الماء إلى ارتفاع 170 كيلومتر. ثم تم فصل المرحلة الأولى وأطلق فيها محرك الكبح. وبعد ذلك فجرت عبوة الماء الموجودة في المرحلتين الثانية والثالثة حيث كونت سحابة على ذلك الارتفاع. وبسبب حدوث خطأ في أجهزة قياس البعد والتوجيه لم يمكن إجراء القياسات المطلوبة على السحابة. ولكن اختبار إطلاق الصاروخ بين نجاح تجربة إطلاق الصاروخ بالعبوة الكاملة للوقود، وكذلك نجاح عملية الكبح.
وبناء على ذلك أصبح الغرض من الإقلاع التالي اس.أي-4 هو اختبار الخواص الديناميكية الهوائية للمرحلة الثانية للصاروخ، وكذلك اختبار حاسوب التوجيه في حالة اختلال محرك الصاروخ.

## اقرأ أيضا
- أبولو 8
- أبولو 10
- أبولو 11
- نيل أرمسترونج
- قائمة بعثات أبولو

## وصلات خارجية
- http://nssdc.gsfc.nasa.gov/database/MasterCatalog?sc=SATURNSA3 نسخة محفوظة 29 أكتوبر 2007 على موقع واي باك مشين.
- Moonport: A History of Apollo Launch Facilities and Operations  نسخة محفوظة 18 مارس 2011 على موقع واي باك مشين.
- http://science.ksc.nasa.gov/history/apollo/sa-3/sa-3.html نسخة محفوظة 15 يونيو 2009 على موقع واي باك مشين.
- The Apollo Spacecraft: A Chronology نسخة محفوظة 9 ديسمبر 2017 على موقع واي باك مشين.